# Despatx Oval

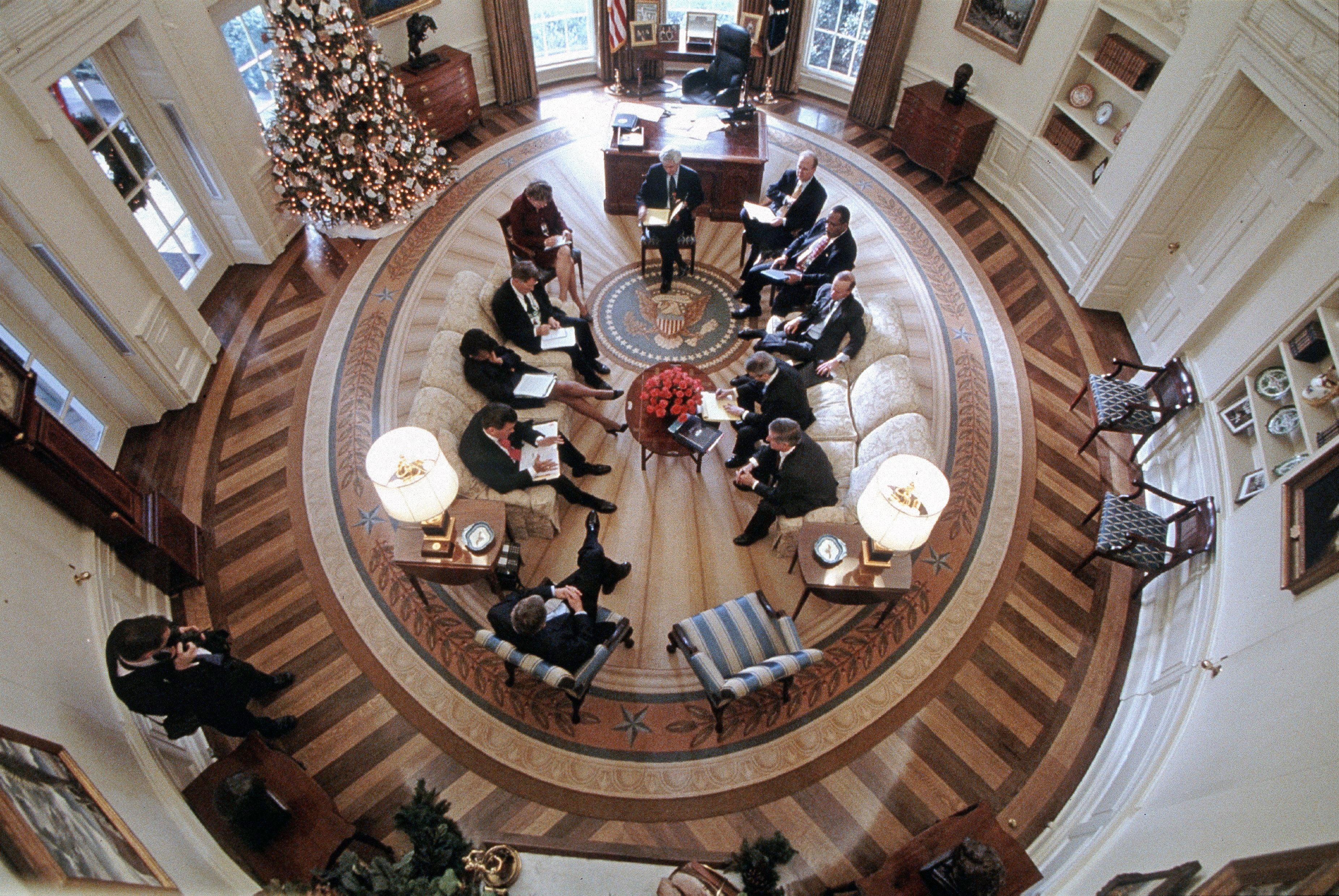
El Despatx Oval

El Despatx Oval (The Oval Office, en anglès) és l'oficina oficial del President dels Estats Units d'Amèrica. Situada a l'Ala Oest de la Casa Blanca, l'oficina va ser dissenyada amb forma ovalada, amb tres finestres altes orientades al sud darrere de l'Escriptori Resolute i amb una xemeneia en el costat nord.
El Despatx Oval té quatre portes: la porta del costat est dona al Jardí de les Roses, la porta Oest dona pas a una cambra d'estudi privat amb una altra porta a l'oficina del Cap de Gabinet de la Casa Blanca, la porta nord-oest permet l'entrada al corredor principal de l'Ala Oest, i la porta nord-est entra a l'Oficina del secretari (secretària) del President.

## Arquitectura i decoració

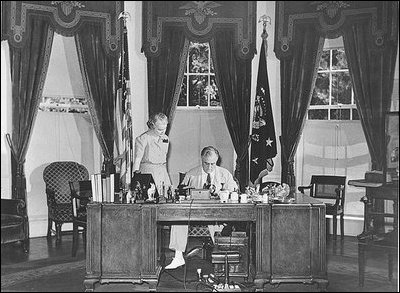
El Despatx Oval el 1934, durant l'administració del President Franklin D. Roosevelt, assegut.

El Despatx oficial de treball del President es va traslladar de la residència principal a la nova Ala Oest de la Casa Blanca el 1902. Al principi, el president tenia una oficina rectangular al centre de la nova Ala. El primer Despatx "Oval" va ser construït el 1909, durant l'administració del President Taft. La intenció del president Taft era que el Despatx Oval estigués al centre de l'Ala. En ubicar-lo al centre de l'Ala Oest, podria estar més implicat amb el dia a dia del funcionament de la seva Presidència.

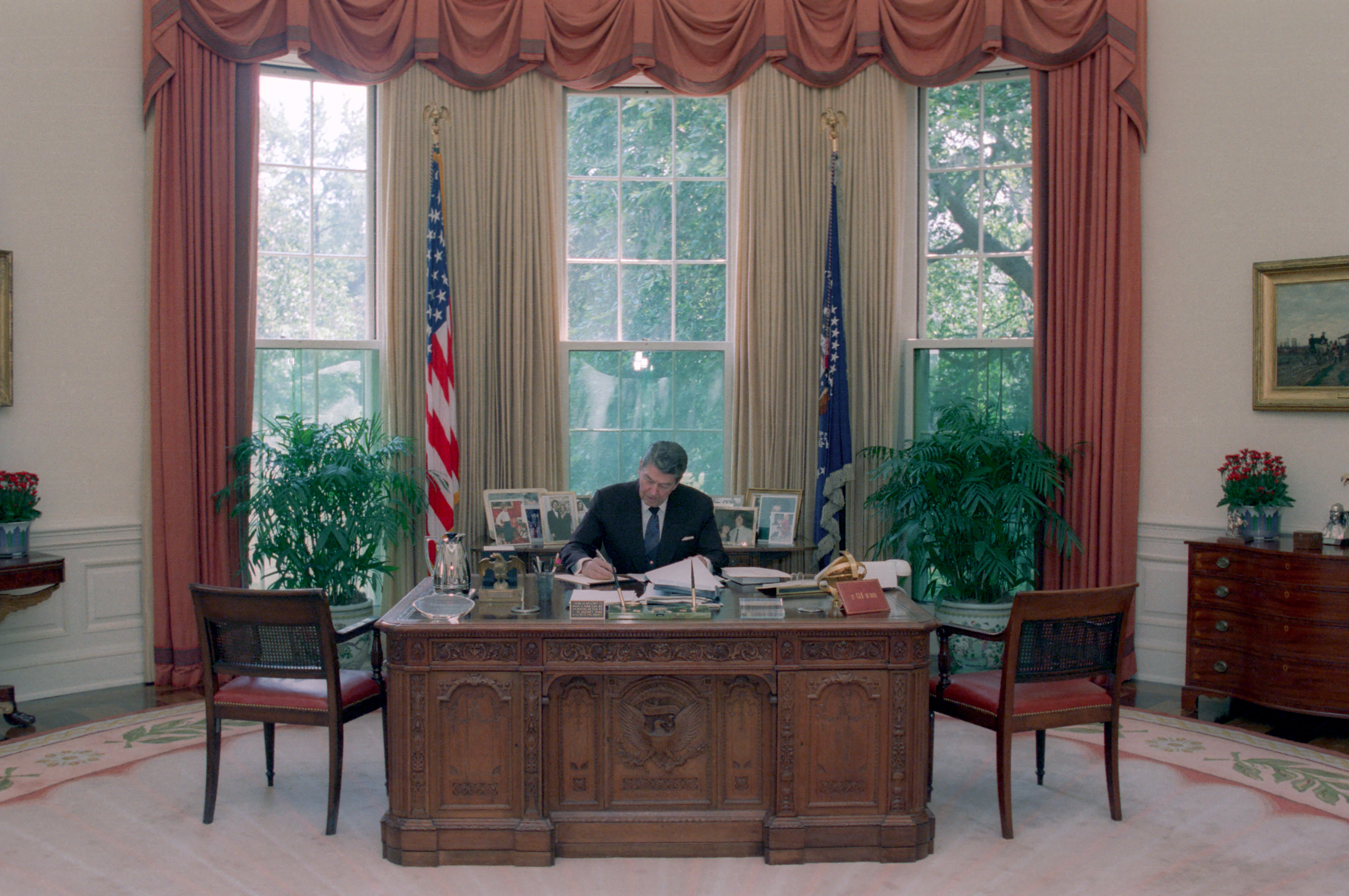
El Despatx Oval el 1988, durant l'administració del President Ronald Reagan. Les cortines són les mateixes de l'administració del President Gerald Ford.

 El dia 24 de desembre de 1929, un incendi va danyar l'Ala Oest durant l'administració del President Herbert Hoover, circumstància que va requerir la seva reconstrucció. El president Hoover va reconstruir el Despatx Oval en el mateix lloc, el centre, i va millorar la qualitat de la tapisseria i la primera instal·lació d'aire condicionat. Insatisfet amb la mida i el disseny de l'ala Oest, el President Franklin D. Roosevelt va contractar l'arquitecte Eric Gugler per redissenyar l'Ala Oest amb el Despatx Oval col·locat a la cantonada sud-est, la qual cosa oferia a Roosevelt, que patia una discapacitat física i es desplaçava en cadira de rodes, més privacitat i un accés més fàcil a la Residència. Ell i Gugler va idear un ambient arquitectònic més gran que les dues estances anteriors, amb detalls d'estil georgià més robustos: portes rematades amb frontons importants, llibreries encastades en nínxols, una cornisa profunda amb suports, i un medalló al sostre amb el segell presidencial.

## L'Escriptori Resolute

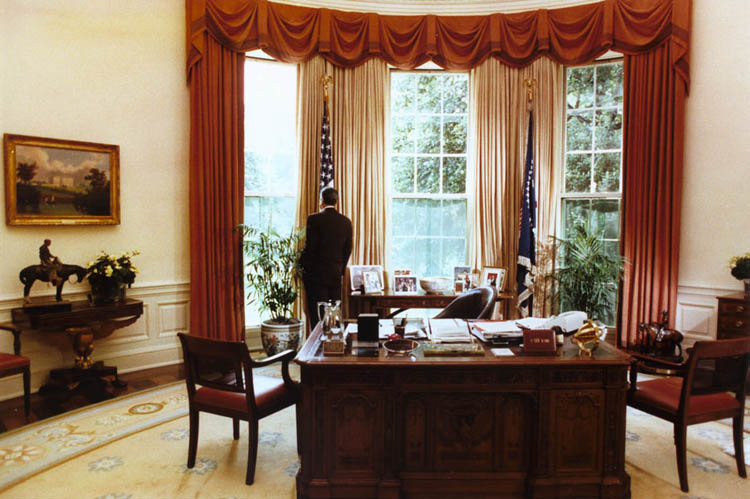
El president Reagan darrere de l'escriptori Resolute. El president Reagan va seguir utilitzant l'Escriptori Resolute que el President Jimmy Carter va tornar a l'oficina en la seva administració. La Primera Dama Nancy Reagan va contribuir dissenyant la catifa i amb la col·locació de mobiliari.

L'Escriptori Resolute, al Despatx Oval, és l'escriptori freqüentment seleccionat pels Presidents dels EUA per al seu ús al Despatx Oval. Va ser un regal de la Reina Victòria del Regne Unit al president Rutherford B. Hayes el 1880
L'Escriptori està fet de la fusta d'un vaixell Britànic anomenat el HMS Resolute. El vaixell va ser abandonat pels britànics al Mar de l'Àrtic perquè havia estat estancat en el gel durant dos anys. Anys després, el vaixell va ser trobat per un vaixell nord-americà i va ser portat al Regne Unit com un símbol d'amistat entre els dos països el dia 17 de desembre de 1856.
Quan el vaixell va ser desclassificat el 1879, la Reina Victòria va ordenar que es fessin dos escriptoris de fusta. Un és el que està al Despatx Oval, i l'altre està en el Palau de Buckingham a Londres.
Cada President des de Hayes, excepte Lyndon B. Johnson, Richard Nixon i Gerald Ford, han utilitzat l'escriptori a la Casa Blanca.

## En la historia

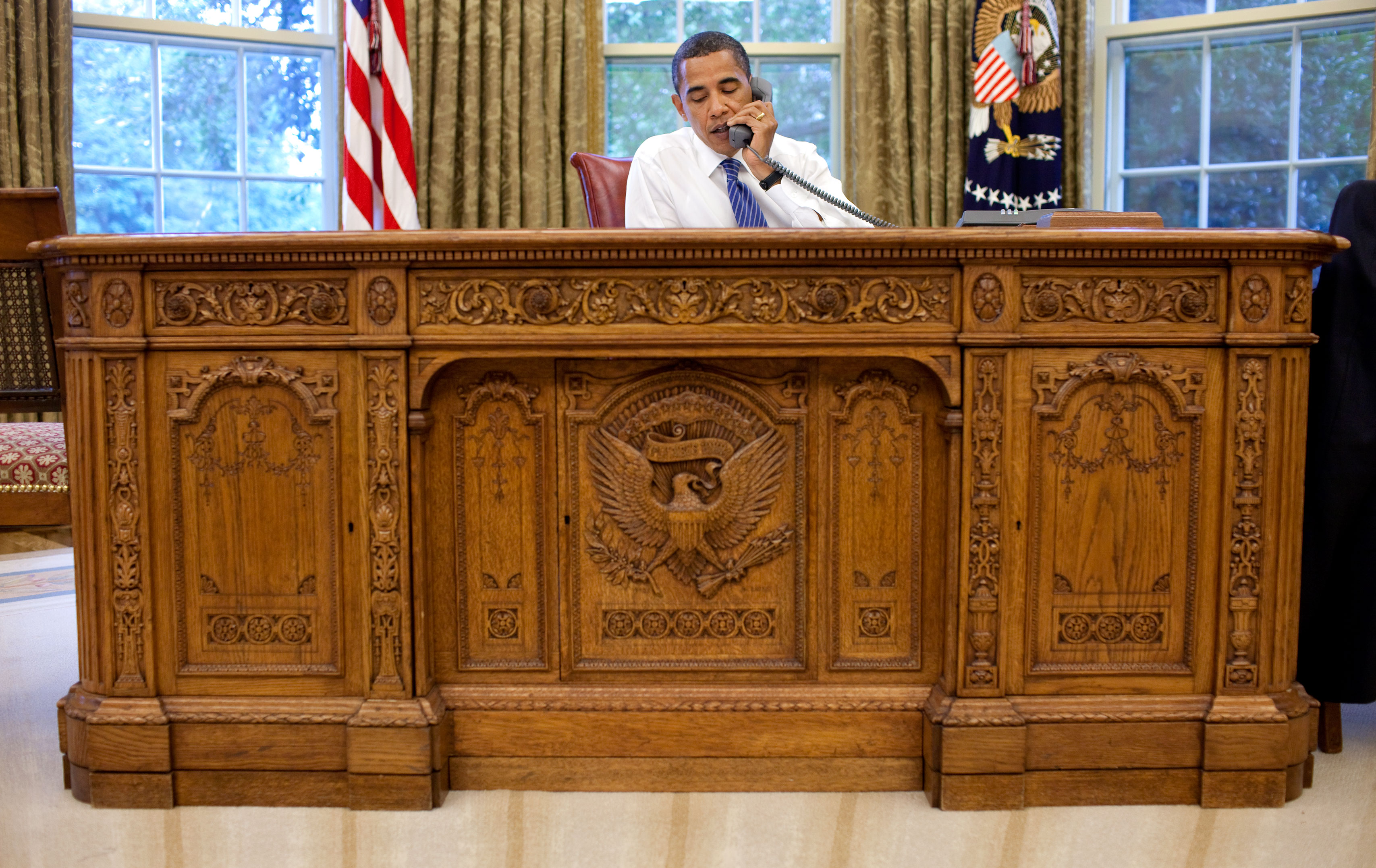
El President Barack Obama a l'Escriptori Resolute.

El Despatx Oval s'ha convertit en un símbol de la presidència per als estatunidencs. I ho és gràcies a imatges memorables com la de Richard Nixon parlant amb els astronautes de l'Apol·lo 11 després de l'èxit del seu viatge, la de Kennedy donant la notícia de la crisi dels míssils de Cuba, la de Ronald Reagan parlant amb el poble després de l'accident del transbordador espacial Challenger o la de George W. Bush parlant a la nació després dels Atemptats de l'11 de setembre de 2001. També d'imatges afectuoses com la del fill de Kennedy apuntant a través del panell frontal de l'Escriptori Resolute i la filla de Jimmy Carter intentant alegrar al seu pare amb el seu siamès anomenat Misty Malarky Ying Yang.